# Trapper
A Trapper egy hazai fejlesztésű és gyártású farmernadrág védjegyezett neve volt.

## Története
| Trapper-plakát                            | Trapper-plakát                            |
| Kattints az alábbi külső linkek egyikére! | Kattints az alábbi külső linkek egyikére! |
| ----------------------------------------- | ----------------------------------------- |
| Nem található szabad kép.(?)              |                                           |
| külső link · jogvédett                    | A Trapper legendás plakátja               |

A „trapperek” eredetileg a csapdaállító vadászok voltak, akik az észak-amerikai erdőségek és prérik állatait prémjükért fogták be.
1977-ben mutatta be a Buda-Flax Lenfonó és Szövőipari Vállalat az őszi BNV-n a Trapper fantázianévre hallgató szövetet és a belőle készült nadrágokat. A Trapper gyártását 1978-ban kezdték meg.  Az 1978. szeptemberben utcán volt a színes Trapper plakát. 
Újsághirdetések jelentek meg a Magyar Ifjúságban, az Ifjúsági Magazinban, az Esti Hírlapban, az Interpress Magazinban és a Fülesben. A rádióban a Petőfi adón hetente kétszer, a televízióban hetente háromszor sugároztak Trapper reklámot. A mozikban a híradó és a film között az egész ország láthatta a cowboyos reklámfilmet. 
Bevezetését nagy reklámkampány kísérte, főszereplője, reklámarca Kocsis Mihály modell, színész, kaszkadőr volt. A magyar farmerről készült, 36 részes reklámfilmsorozat és a plakát a Trapperről, amivel annak idején, a hetvenes években ismertté vált, sőt elnevezték Trapper Misinek. 
A farmer közismert plakátját Molnár Kálmán Munkácsy Mihály-díjas tervezőgrafikus készítette 1979-ben. 
1978-1982 között gyártotta a budakalászi Lenfonó és Szövőipari Vállalat (BUDAFLAX). A nadrág csupán két fazonban volt kapható: egyenes szárú és répa.  
2005-ben a Trapper farmert újra gyártani kezdték, az eredeti szabásminta alapján.

## Külső hivatkozások
- www.trapper.hu
- Wágner Gábor:  Egy velünk élő legenda: Trapper, a magyar farmer. We Love Budapest (2020. december 8.)
- a szó előfordulása Cooper regényében
- az angol szó jelentése 4 szótárban
- színésztrapper Arcanum, 1993.
- trapper-farmer-modellje fotóiból
- Tóth Eszter Zsófia: Trapper farmer
- a-trapper-farmer-tortenete